# Siwce Łagodne
Siwce Łagodne (biał. Лагодныя Сіўцы, Łahodnyja Siucy) – dawny chutor na Białorusi leżący nad rzeką Miadziołką, 8 km na północ od Postaw.

## Historia
W czasach zaborów w gminie Jasiewo, w powiecie święciańskim, w guberni wileńskiej Imperium Rosyjskiego. Zaścianek został opisany w Słowniku geograficznym Królestwa Polskiego. Znajdowały się tu 2 domy, mieszkało 23 mieszkańców, katolików. 
W dwudziestoleciu międzywojennym osada leżała w granicach II Rzeczypospolitej w gromadzie Cielaki, w gminie wiejskiej Postawy, w powiecie postawskim, w województwie wileńskim. Osiedlono tutaj po wojnie polsko-bolszewickiej 5 wojskowych osadników.
W 1931 osadę w 5 domach zamieszkiwało 14 osób.